# Summer Jam at Watkins Glen
Die Summer Jam at Watkins Glen (auch manchmal Watkins Glen Festival genannt) war ein Ereignis, das lange Zeit den Eintrag „Meiste Zuhörer bei einem Popfestival“ im Guinness-Buch der Rekorde hielt. Bis zu 600.000 Besucher strömten am 28. Juli 1973 in den Watkins Glen Grand Prix Raceway im US-amerikanischen Bundesstaat New York. 150.000 Tickets wurden für 10 US-Dollar das Stück verkauft. Alle anderen Fans zahlten dagegen keinen Eintritt. Grateful Dead, The Band und The Allman Brothers Band waren die auftretenden Bands. Es wurden zwölf Klangtürme aufgestellt. Ungewöhnlich war die Länge der Auftritte. Grateful Dead spielten fünf Stunden, die Allman Brothers Band vier Stunden und The Band drei Stunden. Mitunter kam es allerdings auch zu Jam-Sessions aller beteiligten Gruppen – teilweise bereits am Abend zuvor während Soundchecks. 

## Diskografie
- The Band – Live at Watkins Glen (Audio-CD, veröffentlicht 1995)
- Grateful Dead – Watkins Glen, NY, July 28, 1973 (4 CD-Box, 2001)